# 호세 아마비스카
호세 에밀리오 아마비스카 가라테(스페인어: José Emilio Amavisca Gárate, 1971년 6월 19일, 칸타브리아 지방 라레도 ~)는 스페인의 전 축구 선수로, 주로 좌측 미드필더로 활약하였다.
그는 레알 마드리드에서 활약한 것으로 가장 잘 알려져 있지만, 그 외에도 5개의 구단에서도 활약한 바 있으며, 16년에 걸쳐 스페인 리그에서 총 381번의 경기에 출전해 57골을 기록하였는데, 이 중 라 리가에서만 307 경기 출장 34골을 기록하였다.
1990년대에 스페인 국가대표팀에서 활약했던 아마비스카는 UEFA 유로 1996에서 자국을 대표로 참가하였다.

## 클럽 경력
아마비스카는 칸타브리아 지방 라레도 사람으로, 1992-93 시즌에 세군다 디비시온에서 승격한 바야돌리드 소속으로 프로 무대 신고식을 치렀고, 같은 리그의 례이다로 임대되기도 하였다. 1994년 여름, 그는 라 리가의 거함 레알 마드리드로 이적하였는데, 본래 잉여 전력으로 분류되었던 아마비스카는 대도약을 하여 1년차에 이반 사모라노를 지원하는 후방 공격수로 배치되어 리그에서 10골을 넣었는데, 사모라노와 아마비스카 모두 호르헤 발다노의 말에 따르면 서열상으로 3번째, 4번째인 공격 자원이었지만, 이들의 맹활약에 힘입어 4년의 리그 무관에 종지부를 찍을 수 있었다.
그러나, 아마비스카는 이후 머랭 군단 소속으로서 존재감을 서서히 상실했다. 1999년 1월, 그는 같은 1부 리그의 라싱 산탄데르로 이적하였고, 따라서 아마비스카는 고향 동네로 돌아가게 되었고, 구단의 주축 선수로 활약하였지만, 2000-01 시즌에 7골을 기록하고도 강등을 피하기에는 역부족이었다.
이후, 아마비스카는 300M 페세타의 이적료로 데포르티보 선수가 되었고, 2001-02 시즌 준우승을 기록한 해에는 28경기에 출전하여 3골을 넣었지만, 이후 2년 동안 백전노장 프란과 신입생 알베르 루케의 존재로 인해 자주 출전하지 못했다. 그는 에스파뇰에서 한 시즌을 활약한 후 34세의 나이로 현역에서 은퇴하였다.

## 국가대표팀 경력
1994년 9월 7일, 키프로스와의 UEFA 유로 1996 예선전 원정 경기에서 90분을 출전해 2-1 승리에 일조하여 스페인 국가대표팀 첫 경기를 치른 후, 아마비스카는 대회 본선에 참가했는데, 그는 스페인이 8강에서 탈락하기 전까지 참여한 4경기에 모두 출전했다. 레알 마드리드에서 입지를 잃으면서, 그는 1998년 FIFA 월드컵 참가 명단에 이름을 올리지 못하였다.
그 전에 아마비스카는 바르셀로나에서 열린 1992년 하계 올림픽에서 금메달을 획득하였다.

### 국가대표팀 득점 기록
| #  | 날짜            | 경기장                     | 상대       | 점수 | 결과 | 대회                  |
| -- | --------------- | -------------------------- | ---------- | ---- | ---- | --------------------- |
| 1. | 1995년 4월 26일 | 아르메니아 예레반 흐라즈단 | 아르메니아 | 1–0  | 2–0  | UEFA 유로 1996 예선전 |

## 수상

### 클럽
레알 마드리드
- 라 리가: 1994–95, 1996–97
- 수페르코파 데 에스파냐: 1997
- UEFA 챔피언스리그: 1997–98

데포르티보
- 코파 델 레이: 2001–02

라레도
- 테르세라 디비시온: 1988–89

### 국가대표팀
스페인 U-23
- 하계 올림픽: 1992[6]

### 개인
- 돈 발론 올해의 국내 선수: 1995[8]